# Souffler plus fort que la mer
Pour plus de détails, voir Fiche technique et Distribution.
Souffler plus fort que la mer est un film français réalisé par Marine Place sortie en 2017. Il s'agit du premier long métrage réalisé par Marine Place.

## Synopsis
Loïc, Louison et leur fille Julie sont la dernière famille de marins-pêcheurs sur une petite île bretonne. Face à la dureté de la crise économique, la famille est obligée de vendre son bateau, unique outil de travail et de subsistance, contre une prime à la casse pour éponger ses dettes. Julie, en particulier, peine à se faire à cette vie sans horizon. Pour surmonter ce déracinement, elle se tourne vers la musique et trouve dans son saxophone une bouée de sauvetage.

## Fiche technique
Sauf indication contraire, les informations mentionnées dans cette section peuvent être confirmées par les bases de données cinématographiques IMDb et Allociné,  présentes dans la section « Liens externes ».
- Titre original: Souffler plus fort que la mer
- Réalisation : Marine Place
- Scénario : Marine Place en collaboration avec Ludovic du Clary
- Musique : Emile Parisien
- Décors : Richard Perrussel
- Costumes : Sandy Seneschal
- Photographie : Nicolas Duchêne
- Son : Mathias Léone
- Montage : Dimitri Darul
- Production : Stéphanie Douet, coproducteur : Yann Legay, Didier Diaz, Delphine Courniaut
- Société(s) de production : Sensito Films, AGM Factory, Transpalux, Mobilis Productions, Pictanovo
- Société(s) de distribution : Zelig Films Distribution
- Budget :  n/a
- Pays de production :  France
- Langue originale : français
- Format : couleur - 1.85:1
- Genre : drame
- Durée : 86 minutes
- Dates de sortie : France : 10 mai 2017 (sortie nationale)

## Distribution
Sauf indication contraire, les informations mentionnées dans cette section peuvent être confirmées par la base de données cinématographiques Allociné,  présente dans la section « Liens externes ».
- Olivia Ross : Julie
- Aurélien Recoing : Loïc, le père
- Corinne Masiero : Louison, la mère
- Annie-France Poli : Roberta, la grand-mère
- Loïc Baylacq : Gabriel
- Franck Andrieux : Patron de la casse à bateaux
- Yan Tassin : Fred
- Karim Gharbi : Samir
- Michel Masiero : Michel
- Clement Nourry : Clement
- Cédric Le Maoût : Le banquier

## Distinctions

### Sélections
- Festival international du film de Mannheim-Heidelberg 2016 : Grand Newcomer Award[1]
- Festival international du film d'Aubagne 2017 : Compétition - Longs métrages

### Récompenses
- Festival international du film d'Aubagne 2017 : Grand Prix de la meilleure musique originale pour Emile Parisien[2]